# Alonso Solís Gragera Marroquín
Alonso de Solís Gragera y Marroquín (o Marroquín Gragera) (Miajadas, Cáceres, España, 14 de septiembre de 1716-Badajoz, 9 de febrero de 1797), fue obispode Badajoz y persona culta que promovió desde su prelatura la corriente modernizadora ilustrada, fundando el primer centro universitario en Extremadura y abriendo la primera biblioteca pública en la región.
Se conserva su casa palacio en su villa natal de Miajadas.

## Biografía

### Primeros años
De familia hidalga, era hijo de Pedro de Solís Gragera y su primera esposa, Juana Rosalía Marroquín, naturales ambos de Miajadas, si bien esta rama de los Solís procedía de la vecina villa de Almoharín. Nació en la calle de la Calzada de Miajadas el 14 de septiembre de 1716, siendo bautizado en la iglesia de Santiago el siguiente día 28.
Estudió en el Colegio del Rey de Salamanca, perteneciente a la orden militar de Santiago, desde los 21 años, doctorándose en ambos derechos, civil y canónico, en 1743.

### Orden de Santiago
Pasa entonces Alonso Solís a ejercer el cargo de vicario de la orden de Santiago en Segura de la Sierra, y posteriormente llega a la vicaría santiaguista de Jerez de los Caballeros.
Desde esta vicaría se vio obligado a intervenir en los litigios por las competencias jurisdiccionales entre la orden de Santiago, que dependía en último término del monarca, en aquel momento Fernando VI, y el obispado de Badajoz, sede ocupada entonces por Amador Merino Maguilla. El conflicto venía de casi trescientos años atrás. Los tributos, diezmos y primicias y beneficios eclesiásticos suponían un factor económico y honorífico de enorme importancia para el obispado, las vicarías de las órdenes militares y los cabildos de las ciudades. Además, concurría la circunstancia de que la diócesis efectiva de la sede pacense fue durante siglos muy pequeña: se limitaba a una estrecha franja sobre la frontera portuguesa constreñida entre las vicarías santiaguistas de Mérida, Llerena-Tentudía y Jerez, que no se sometían con facilidad a los designios de los obispos.

En 1752 Solís Gragera impide al obispo Merino realizar la visita pastoral a Jerez y sus Valles, por lo que este le acusa en un auto de querer acumular en sí la jurisdicción eclesiástica absoluta de Jerez; apela el prelado al concilio de Trento y amenaza al vicario con la pena de excomunión más una pena económica. Como buen jurista, respondió Solís Gragera a las amenazas episcopales recordándole a Merino las bulas por las que se declaraban nulas las censuras de ese tipo contra la Orden de Santiago, y advirtiéndole a la vez del derecho del vicario a ejercer censuras contra el obispo.

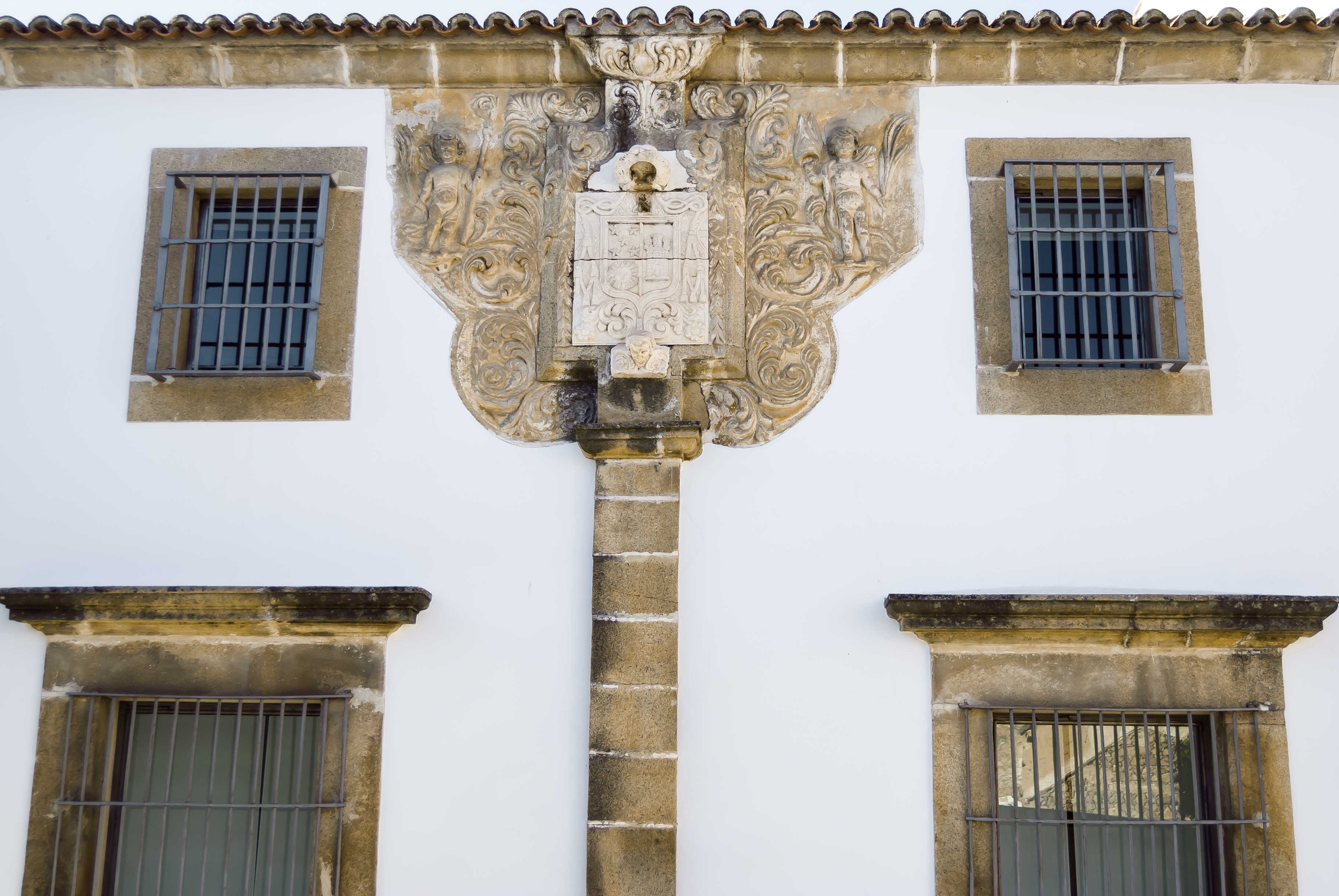
Escudo del obispo Alonso de Solís Gragera en su palacio de Miajadas.

Después del enfrentamiento, Solís Gragera se retira al monasterio de Santiago de la Espada, en Sevilla, quedando los asuntos de Jerez en manos del teniente de vicario Benito de Alba, quien mantuvo muy mala relación con el obispo. En 1760 Carlos III emitiría una sentencia que aplacó bastante las diferencias, pero no eliminó el conflicto, pues continuaron las resistencias y los roces entre las partes.
Por entonces, Solís se estableció en Roma como procurador de las Órdenes Militares y promotor de la beatificación de doña Sancha Alfonso, que no prosperó más que al título de venerable. Allí fue nombrado obispo in partibus con título de la Orden de Santiago el 18 de julio de 1757, consagrándole el cardenal Joaquín Fernández Portocarrero y Mendoza, embajador de Fernando VI ante la Santa Sede, con la asistencia de los arzobispos Pietro Stefani e Innocenzo Gorgoni.
Posteriormente ocupó cargos en la vicaría de Mérida, donde se le puede acreditar entre los años 1764 y 1783, residiendo por temporadas en su palacio de Miajadas, donde hará colocar un magnífico escudo episcopal tallado en mármol.

### Episcopado en Badajoz

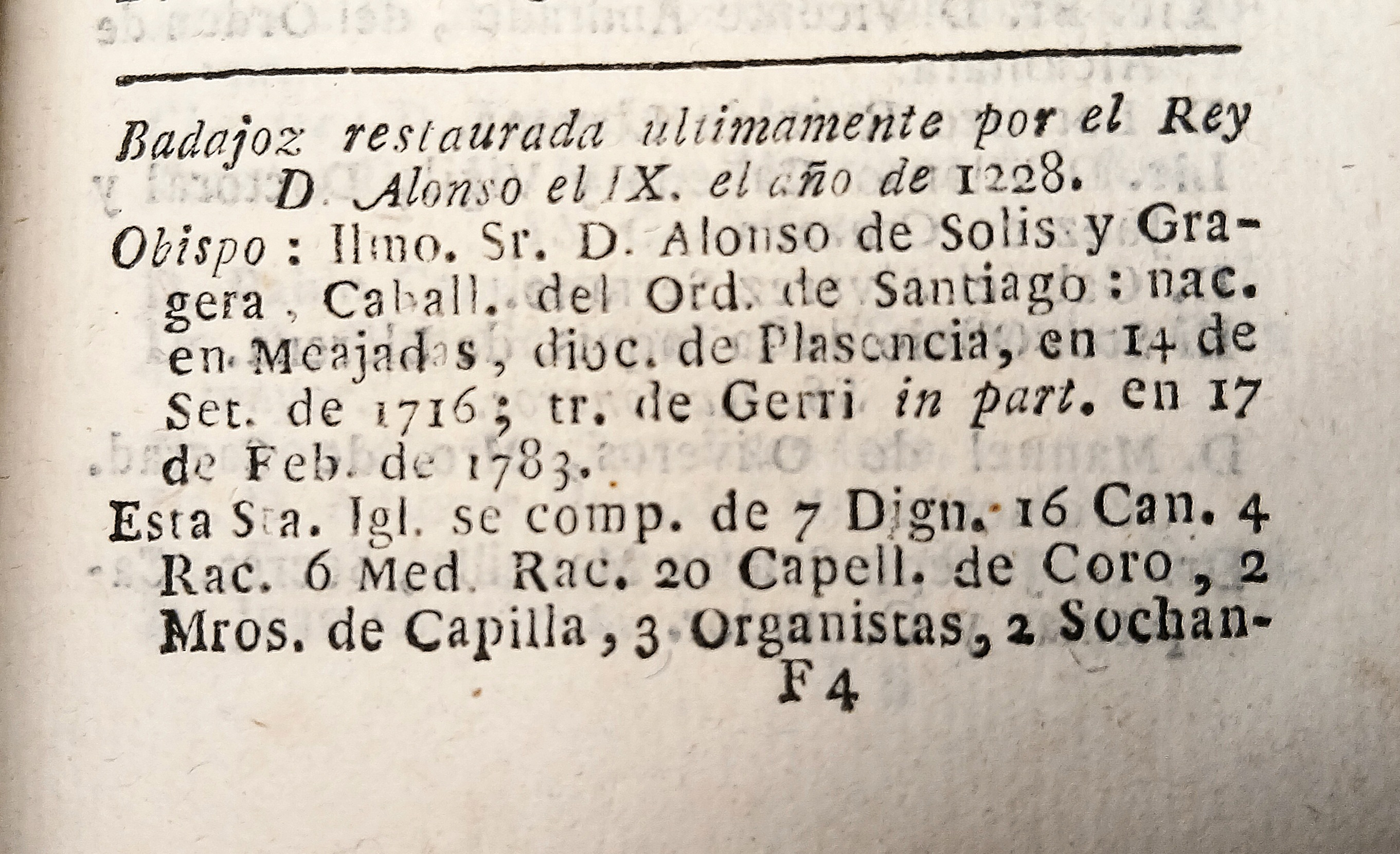
Alonso de Solís y Gragera, obispo de Badajoz. Guía del Estado Eclesiástico seglar y regular de España para el año de 1793.

Después de un año vacante la sede y un nombramiento cuyo titular fallece antes de tomar posesión, el día 8 de agosto de 1783 hace su entrada en Badajoz Alonso Solís y Gragera, con 56 años.
El cabildo pacense nunca le perdonaría aquella anterior participación en la causa santiaguista, ni siquiera al ser consagrado él mismo como obispo de Badajoz. A pesar de ello, por ser una persona instruida y de gran valía, promoverá en la diócesis la corriente renovadora ilustrada, en lo que también chocará con la facción del cabildo más conservadora. Dos grandes logros serán la fundación del primer centro universitario en Extremadura y la apertura de la primera biblioteca pública en la región.
Los obispos anteriores, Merino Maguilla y sobre todo Manuel Pérez Minayo y el visitador Fernando Ledesma Vargas, amigo personal de Campomanes, habían intentado promocionar los estudios del seminario diocesano de San Atón, único centro educativo al que podían acudir a formarse los jóvenes de la región. Favorecidos por las medidas regalistas de Carlos III, se inició el proceso para reformar e incorporar los estudios a la universidad de Salamanca; pero, tras un incidente con los seminaristas durante un acto litúrgico, el clero conservador consigue que Ledesma sea despojado del puesto y se trunca el intento, falleciendo Pérez Minayo poco después.
A los dos meses de su toma de posesión, el 16 de octubre de 1783, Solís propone y solicita nuevamente la incorporación pretendida del seminario a la universidad y repone a Ledesma, promulgando a continuación nuevas constituciones para el seminario con un profundo sentido ilustrado. Sin embargo, la situación de la universidad salmantina, la propia penuria económica de la diócesis y el giro de la política nacional en el último periodo de gobierno de Floridablanca retrasarán hasta 1789 la iniciativa para el reconocimiento de los estudios superiores. Coincide esta fecha con el rápido ascenso en la corte de Manuel Godoy, quien había sido alumno porcionista de San Atón desde 1777 o 1778 hasta 1784 y donde, siguiendo las ordenanzas del centro, fue tonsurado por Solís junto al resto de sus compañeros. En Madrid Godoy apoyará al rector del seminario comisionado por el obispo, su antiguo profesor Mateo Delgado Moreno, hasta conseguir la reapertura del caso. Tras un prolijo desarrollo que incluye la elaboración de un nuevo plan de cátedras y nuevas ayudas de Godoy que agilizan el proceso, el obispo Solís logrará por fin la culminación del expediente al publicarse el 17 de agosto de 1793 una Real Cédula de Carlos IV. Por ella se crea el centro universitario estableciéndose cuatro facultades: Artes, Teología Escolástica y Moral, Derecho Civil y Derecho Canónico; se adoptan oficialmente las Constituciones del Real Seminario de San Carlos de Salamanca (aunque las que se aplicaron de hecho fueron las de Solís y Grajera) y se habilitan los cursos ganados en él para los seminaristas, los porcionistas y los estudiantes de fuera. Por fin el 18 de octubre de 1793 comienzan las clases universitarias en el seminario de San Atón de Badajoz, primera universidad en Extremadura, con 72 alumnos: 41 seminaristas y 31 seglares.

Otra importante labor de este prelado fue disponer la creación de la primera biblioteca pública de Badajoz, la del propio seminario que existía previamente con un pequeño número de textos bíblicos. Solís Gragera ordena que se realice un catálogo de las obras de la librería del seminario con el fin de hacer pública la biblioteca; fruto de este trabajo es el Libro de Índices de autores y obras existentes en la biblioteca. La creación de la biblioteca, así como sus normas de funcionamiento, quedarán recogidas en las constituciones del seminario desde 1784. Ese mismo año la biblioteca del seminario inicia su andadura como biblioteca pública, con 821 obras que superaban los 2.000 volúmenes. Alonso Solís había incorporado a la primitiva librería los fondos de los extinguidos colegios de la Compañía de Jesús de Badajoz y de Higuera la Real, los de su propia biblioteca personal y algunos más pertenecientes al obispado.

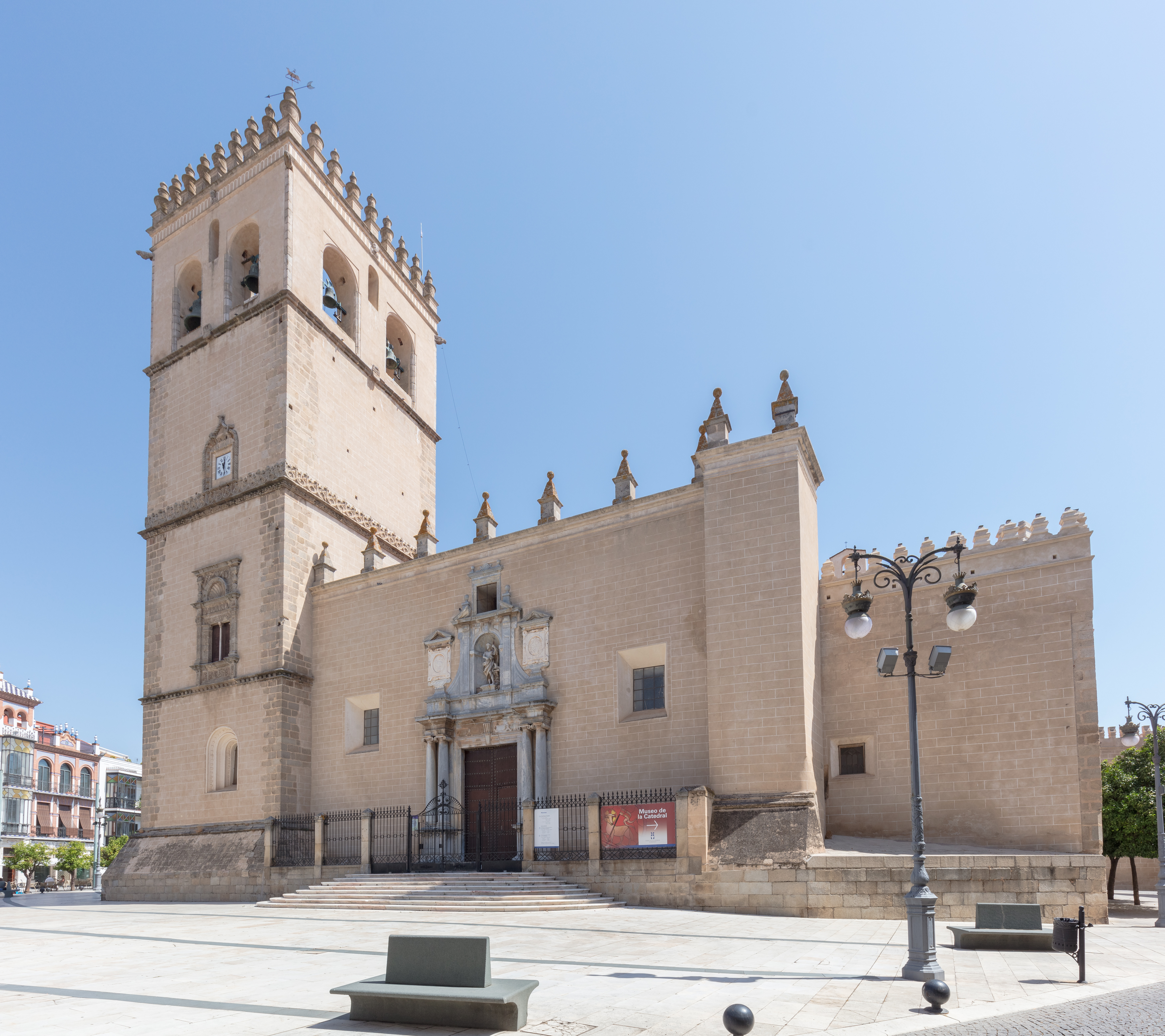
Catedral de Badajoz

La llegada de las tropas de ocupación francesas a Badajoz en el año 1810 supuso la interrupción del funcionamiento del seminario y el robo y la desaparición de numerosos libros de la biblioteca, perdiéndose para siempre obras de singular relevancia y en particular, la mayoría de los donados por el obispo.

### Fallecimiento
Alonso Solís Gragera falleció en su sede el 9 de febrero de 1797, cayendo sobre él un largo silencio con el que sus coetáneos contrarios intentaron ningunearle, negándole en primer lugar unos oficios fúnebres acordes con sus títulos y merecimientos e impidiendo posteriormente todo reconocimiento a su labor. Se efectuó su entierro en la capilla de santa Bárbara o de los Cabezas de la catedral de Badajoz.
El obispo había fundado mayorazgo el 4 de enero de 1785 y al fallecer pasaron sus propiedades y la casa familiar de Miajadas a su sobrina nieta María Josefa de Solís Becerra.